# Phulia
Phulia (Herrich-Schäffer, 1867) es un género  de mariposas de la familia Pieridae. Se encuentra en Sudamérica.

## Características
Las alas anteriores tienen el margen exterior bastante convexo, el posterior corto y  por lo tanto el ángulo anal muy obtuso. Las alas posteriores tienen el margen anterior muy ensanchado, convexo, el exterior aún lo es más y como el ápice y el ángulo anal son muy obtusos. Las alas se ven largadas y largas.
Las anteriores tiene tres ramas en la radialis, con dos primeras saliendo antes del ápice de la célula o con la segunda saliendo del mismo ápice del ala, donde se bifurcaban formando una horquilla corta. 
Las antenas son finas, con una clava chata en forma de botón. 

## Especies
- Phulia garleppi Field & Herrera, 1977
- Phulia nannophyes Dyar, 1913
- Phulia nymphula (Blanchard, 1852)
- Phulia paranympha Staudinger, 1894